# Patrick Schröder
Patrick Schröder (* 1978 in Bochum) ist ein deutscher Synchronsprecher und Schauspieler.

## Leben

### Theater, Film und Fernsehen
Patrick Schröder studierte Schauspiel am Münchner Schauspielstudio in den 1990er Jahren. Anschließend nahm er verschiedene Theaterengagements an, mitunter trat er 1997 in Köln und Düsseldorf in den Musicals Viel Lärm in Chioggia nach Carlo Goldoni und in Kaschtanka nach Anton Tschechow auf.
Er beteiligte sich außerdem an mehreren Film- und Fernsehproduktionen, so war er in bekannten Vorabendserien wie Marienhof, Forsthaus Falkenau, Bei aller Liebe und SOKO 5113 zu sehen. 2001 spielte er in dem Kinofilm Die Scheinheiligen mit. Zwei Jahre später übernahm er die Rolle des Bert im Kurzfilm For You Tonight, welcher vom Deutschen Film- und Medienbewertung mit dem Prädikat wertvoll ausgezeichnet wurde.

### Synchronisation
Im Bereich der Filmsynchronisation wurde Patrick Schröder ab Mitte der 2000er Jahre für Hauptrollen eingesetzt. So sprach er Michael Sheen im britischen Roadmovie Heartlands, welches 2006 erstmals im deutschen Fernsehen gezeigt wurde, des Weiteren David Paetkau in Ich werde immer wissen, was du letzten Sommer getan hast, dem dritten Teil der bekannten Horrorfilm-Reihe, als auch John White als Eric Stiffler in den Teenie-Komödien American Pie: Teil 5 und Teil 6. Weitere komödiantische Rollen hatte er 2007 im Weihnachtsfilm This Christmas für Chris Brown und 2008 in Penelope für Burn Gorman. Als Protagonist in romantischen Liebeskomödien hörte man ihn 2010 im Bollywoodfilm Sag Ja zur Liebe – Dulha Mil Gaya für Fardeen Khan und in Businessplan zum Verlieben für Michael McMillian, 2011 in The Good Guy für Scott Porter und in Fremd Fischen für Colin Egglesfield. Aber auch in Filmdramen lieh er tragenden Rollen seine Stimme, so 2010 in Fish Tank als Billy und 2011 in Denzel Washingtons zweiten Film The Great Debaters als Henry Lowe.
2007 ersetzte er Manuel Straube als Phineas in der Serie Phineas und Ferb für einen Teil der ersten Staffel, da dieser wegen einer Stimmbandreizung ausfiel. Ab 2008 bekam Schröder auch größere Rollenangebote für Fernsehserien, so sprach er 2008 Peter Facinelli in der ersten Staffel der Anwaltsserie Damages – Im Netz der Macht und Michael Mosley in Kidnapped – 13 Tage Hoffnung. In der Historiendramaserie Die Tudors hörte man ihn bis 2011 als Duke Edward Seymour, 2010 in Ken Folletts vierteiligen Verfilmung Die Säulen der Erde für Liam Garrigan und 2011 in der Fantasyserie Game of Thrones für Gethin Anthony.
In den neusynchronisierten Szenen von Beverly Hills, 90210 für die DVD-Edition wurde der Synchronsprecher Oliver Mink aufgrund vertraglicher Unstimmigkeiten ab der dritten Staffel ersetzt, deshalb übernahm 2009 Schröder die Rolle des Dylan. Im selben Jahr begann er Scott Porter in Friday Night Lights zu synchronisieren und 2011 lieh er Colin Egglesfield in der Neuauflage der Jugendserie Melrose Place seine Stimme.
Auch in Sitcoms erhielt er Hauptrollen, beispielsweise seit 2009 als Mike Callahan in der My Boys, 2011 als Profi-Footballspieler Dervin Davis in The Game, seit 2012 als Justin in der Disney-Serie Shake It Up – Tanzen ist alles, außerdem ist er in den US-Sitcoms Community und Happy Endings zu hören, einerseits als Filmstudent Abed Nadir und andererseits für Zachary Knighton als Dave Rose. In der TV-Serie Under the Dome synchronisiert Schröder die Figur des ehemaligen Soldaten „Dale Barbara“. 2018 übernahm er die Synchronisation der Hauptrolle „Miguel Guerrero“ in der Fernsehadaption von The Purge – Die Säuberung. Im gleichen Jahr synchronisierte er Alex Roe im Film Forever My Girl. 2014 und 2019 übernahm er außerdem die Rolle des Emmet in The LEGO Movie und The LEGO Movie 2. Von 2018 bis 2023 synchronisierte er Jeremy Strong in der Rolle des Kendall Roy in der HBO-Serie Succession. Von 2013 bis 2023 sprach Schröder die Rolle des Special Agent Donald Ressler, gespielt von Diego Klattenhoff, in der Serie The Blacklist. Seit 2021 synchronisiert er den Schauspieler Matt Lauria in der Serie CSI: Vegas.

### Hörspiel, Dokumentation und Werbung
Außerhalb der Synchronbranche betätigte sich Schröder auch als Sprecher für Dokumentationen vom Discovery Channel, wie Nick Baker (2007) und Blood in the Water (2010) oder von DMAX, z. B. Miami Inc. und American Chopper (2008). Auch in Werbefilmen wie beispielsweise 2011 in der McDonald’s-Werbung Alles nur geträumt war Schröder zu hören.
Als Hörspielsprecher wurde Patrick Schröder von den Verantwortlichen der Titania Medien 2012 für die Hörspielreihe Gruselkabinett angeworben, so hört man seine Stimme in Der Ring des Thot (Folge 61) von Arthur Conan Doyle, in Der Grabhügel (Folge 60) und in Besessen (Folge 63), beide Geschichten nach Robert E. Howard.

## Filmografie
- 2001: Die Scheinheiligen
- 2001: Marienhof (Fernsehserie)
- 2003: Forsthaus Falkenau (Fernsehserie)
- 2003: Bei aller Liebe (Fernsehserie)
- 2006: SOKO 5113 (Fernsehserie)